# Сель (гори)
18°22′00″ пн. ш. 71°59′00″ зх. д. / 18.366666666667° пн. ш. 71.983333333333° зх. д.
Сель (фр. Chaîne de la Selle) — гірський хребет в Гаїті. Він розташований у Західному департаменті, на південному сході країни, за 40 км на південний схід від столиці країни Порт-о-Пренс. В системі знаходиться найвища точка Гаїті — гора Сель (фр. Pic la Selle), заввишки 2680 м. Хребет також простягається в Домініканській Республіці, але там він називається Баоруко.
Ланцюг складається з вапнякового плато на півночі, а на півдні він рясно порізаний балками та ущелинами. Масив покритий лісами, незважаючи на інтенсивне вирубування дерев. Тут створено національний парк Ла-Візіт для захисту біорізноманіття місцевої флори та фауни.